# Conosphaeron spinipenne
Conosphaeron spinipenne är en skalbaggsart som beskrevs av Chemsak och Linsley 1967. Conosphaeron spinipenne ingår i släktet Conosphaeron och familjen långhorningar.
Artens utbredningsområde är Panama. Inga underarter finns listade i Catalogue of Life.